# A Comore-szigetek hívójelkörzetei
A Comore-szigetek jelenleg (2024) nincs felosztva hívójelkörzetekre.
A Comore-szigetek számára az ITU a D6 hívójelprefixet határozta meg.
| Prefix | Körzet  | Hely/jelleg                                                   | ITU zóna | CQ zóna | 1 szintű QTH lokátor |
| ------ | ------- | ------------------------------------------------------------- | -------- | ------- | -------------------- |
| FH     | [0..9]C | Kivezetve, Franciaországtól való gyarmati függés megszűntével | 53       | 39      | LH                   |
| D6     | [0..9]  | Comore-szigetek                                               | 53       | 39      | LH                   |

## Lajstromjel
Vízi és légi járművek lajstromjelezéséhez a D6 prefixet használják.